# Krajowa Rada Gorzelnictwa i Produkcji Biopaliw
Krajowa Rada Gorzelnictwa i Produkcji Biopaliw (KRGiPB) – zrzeszenie działające w Polsce od 1991 w ramach struktur Stowarzyszenia Naukowo-Technicznego Inżynierów i Techników Przemysłu Spożywczego. Reprezentuje interesy producentów różnego rodzaju alkoholu etylowego, jego wyrobów oraz biopaliw.
Aktualnie do KRGiPB należą producenci etanolu oraz producenci urządzeń i preparatów wykorzystywanych w czasie produkcji spirytusu.

## Prezesi
- Andrzej Śmietanko
- Leszek Jarosz